# 2019年MLB倫敦系列賽
2019年MLB倫敦系列賽是一場由紐約洋基和波士頓紅襪在倫敦體育場進行的2場系列賽。這場系列賽由敏迪網路公司(Mitel)冠名贊助，這是大聯盟首次在歐洲舉辦例行賽。
這場比賽在2019年6月29日和30日舉辦，由紅襪做為主場球隊。

## 背景
2018年5月8日，大聯盟宣布將在2019年和2020年各在倫敦體育場進行棒球比賽。

## 參與球隊
大聯盟挑選聯盟中最有名的世仇組合—紐約洋基和波士頓紅襪來進行這場系列賽。洋基和紅襪不僅是整個大聯盟最具代表性的兩支球隊，同時他們也對於到倫敦比賽展現出高度興趣。英國方面曾邀請國家美式足球聯盟(NFL)來英國舉辦海外例行賽，不過相較於大聯盟例行賽多達162場，NFL的例行賽只有16場。最終NFL婉拒了英國的邀請。

## 系列賽結果
| 年度   | 日期    | 客隊     | 比分  | 主隊       | 城市     | 場地       | 觀眾人數 |
| ------ | ------- | -------- | ----- | ---------- | -------- | ---------- | -------- |
| 2019年 | 6月29日 | 紐約洋基 | 17–13 | 波士頓紅襪 | 英国倫敦 | 倫敦體育場 | 59659    |
| 2019年 | 6月30日 | 紐約洋基 | 12–8  | 波士頓紅襪 | 英国倫敦 | 倫敦體育場 | 59059    |

## 比賽結果

### 第一場
| 紐約洋基 | 6 | 0 | 2 | 6 | 3 | 0 | 0 | 0 | 0 | 17 | 19 | 0 |
| 波士頓紅襪 | 6 | 0 | 0 | 0 | 0 | 1 | 6 | 0 | 0 | 13 | 18 | 0 |
| 勝投： 查德·格林（2–0） 敗投： 史蒂芬·萊特（0–1） 全壘打： 洋基：艾倫·希克斯（6）、布萊特·加德納（12）、亞倫·賈吉（7） 紅襪：麥可·查維斯 2（14）、小傑基·布萊德利（9） |   |   |   |   |   |   |   |   |   |    |    |   |

兩隊在第一局就各攻下6分，把瑞克·波瑟羅和田中將大打得灰頭土臉。光是第1局打完就已經耗時58分鐘，寫下棒球比賽史上最久的第一局紀錄。最後兩隊展開打擊大戰，洋基最後以17比13打敗紅襪。雙方共拿下30分也寫下了基襪大戰史上總計次高分紀錄。這場比賽耗時4小時42分鐘，為大聯盟史上第二久的比賽。

### 第二場
| 紐約洋基 | 0 | 2 | 0 | 0 | 0 | 0 | 9 | 1 | 0 | 12 | 13 | 2 |
| 波士頓紅襪 | 4 | 0 | 0 | 0 | 0 | 0 | 0 | 4 | 0 | 8  | 15 | 2 |
| 勝投： 亞當·歐塔維諾（3–2） 敗投： 馬可斯·瓦爾登（6–1） 全壘打： 洋基：狄迪·葛雷格里斯（3） 紅襪：贊德爾·柏加茲（16）、J·D·馬丁尼茲（18）、克里斯蒂安·瓦茲奎茲（11） |   |   |   |   |   |   |   |   |   |    |    |   |

紅襪在第一局就敲出3支全壘打，這是隊史40年來首次。但是7局上洋基攻下9分大局，單局就打了14個人次。狄迪·葛雷格里斯在8局上開轟，讓洋基隊的團隊連續全壘打場次來到31場。最後洋基12比8在倫敦系列賽完勝紅襪，兩場比賽總計50分也寫下基襪大戰紀錄。

## 外部連結
- 倫敦系列賽 （页面存档备份，存于） at MLB.com